# Didier Drogba
Didier Drogba (fullständigt namn Didier Yves Drogba Tébily), född 11 mars 1978 i Abidjan, är en ivoriansk före detta fotbollsspelare. Drogba anses vara Elfenbenskustens mest framgångsrika och inflytelserika idrottare någonsin. Han innehar också rekordet för antal mål för det ivorianska landslaget. Drogba är mest känd för sin tid med den engelska storklubben Chelsea där han länge var en av världens bästa anfallare.
Drogba arbetar mycket med välgörenhet utanför planen där han skänker en stor del av sina inkomster till att hjälpa sitt hemland och att ge stöd till sin egen fond The Didier Drogba Foundation som ger både ekonomiskt stöd och hälsomaterial till barn i Afrika som lever i besvärliga förhållanden. År 2009 investerade Drogba 3 miljoner pund från sitt reklamavtal med Pepsi för att hjälpa till att bygga ett sjukhus i Elfenbenskusten.

## Biografi
Didier Drogba föddes i Elfenbenskusten men flyttade som 5-åring till Frankrike för att bo hos sin fotbollsspelande farbror, Michel Goba, som var ivoriansk landslagsman. Drogba fick dock snabbt hemlängtan och återvände med sin familj till Abidjan. Där blev situationen svårare då Drogbas föräldrar blev arbetslösa och istället reste man iväg igen till Frankrike och Didier levde med sin farbror. När Drogba bodde i Elfenbenskusten brukade han spela fotboll varje dag på en parkeringsplats. Flytten till Frankrike gjorde att Drogba som 15-åring började spela riktig fotboll i ett ungdomslag i Paris. Sedan spelade han för den halvprofessionella klubben Levallois SC där han gjorde bra ifrån sig och fick chansen att spela för A-laget.
När Drogba hade bestämt sig för att studera på universitetet var han tvungen att byta stad, vilket ledde till att han även bytte klubb. 1997 började Drogba spela för Le Mans som spelade i Ligue 2, franska ligans näst högsta division. Skador under de första åren gjorde det svårt för Drogba som dessvärre hade problem med spelschemat. Före detta Le Mans-tränaren Marc Westerloppe har berättat att det tog Didier fyra år innan han kunde träna varje dag och spela match en gång i veckan. Orsaken var att han började spela lagfotboll i sen ålder. 1998 debuterade Drogba för Le Mans och inledde sin proffskarriär.
Drogba är gift och har tre barn, Isaac, Kieran och Imaan. Han har två fotbollsspelande yngre bröder, Joël och Freddy. Utanför planen är Drogba känd för sitt välgörenhetsarbete och han blev i februari 2007 utsedd till goodwillambassadör av UNDP.

## Karriär

### Le Mans 1997-2001
Han gjorde sin professionella debut som 18-åring i Ligue 2-klubben Le Mans. Till en början var tiden i Le Mans full av skador. När sedan Guingamp visade intresse var Le Mans inte speciellt måna om att behålla Drogba. Han gick till Guingamp för 80 000 pund. 

### Guingamp 2001-2003
Drogba kom till Guingamp vintern 2002, men det var säsongen 2002/2003 som genombrottet i Guingamp kom. Drogba gjorde 17 mål på 34 matcher i Ligue 1. Under samma säsong gjorde han sitt första internationella framträdande för Elfenbenskusten i september och gjorde sitt första internationella mål i februari.

### Marseille 2003-2004
Drogba flyttade till Olympique de Marseille år 2003 för 3,3 miljoner pund och under sin första säsong slutade han som ligans tredje bästa målgörare med 19 mål. I Uefa Champions League 2003/2004 blev det 5 mål, varav ett av målen kom mot Porto som tränades av en viss José Mourinho. Marseille slutade trea i sin grupp och fick istället spela från åttondelsfinalen i Uefacupen. Drogba bidrog starkt till att Marseille nådde finalen i slutspelet där det blev förlust mot Valencia med 3-0, dock vann Drogba skytteligan i UEFA-cupen 2003/2004 med 6 mål. Han hade visat sig tillräckligt i Europa och flera storklubbar började visa intresse. Den nyblivne Chelsea-tränaren José Mourinho gillade det han såg av Drogba när Porto och Marseille möttes och tog med sig honom till London i slutet av säsongen. Trots bara en säsong hedras Drogba som en legend hos Marseilles supportrar och han blev i slutet av säsongen prisad som den franska ligans bästa spelare, med i årets lag och fick utmärkelsen årets mål i Frankrike.

### Chelsea 2004-2012
Drogba flyttade följande säsong till Chelsea för en rekordsumma på 24 miljoner pund, vilket också var den dyraste värvningen med stenrike ryssen Roman Abramovich som ägare. Chelsea hade säsongen innan slutat 2:a i Premier League, och med nye tränaren José Mourinho plus ytterligare spelarköp blev det succé direkt. Londonklubben vann Premier League och avslutade säsongen på hela 95 poäng. Man vann också ligacuptiteln i februari månad mot Liverpool med 3-2 och Drogba gjorde ett av målen. Totalt i alla tävlingar blev det 16 mål, 10 i ligan, 5 i Champions League och ett i Ligacupen.
Säsongen därpå inledde Drogba med att göra två mål mot Arsenal i Community Shield 2005. 2006 blev överlag ett väldigt bra fotbollsår för Drogba; han vann återigen ligatiteln med Chelsea och gjorde återigen 16 mål i alla tävlingar. I slutet av året blev han utsedd till Årets fotbollsspelare i Afrika. Drogba fick dock mycket kritik, många experter och supportrar anklagade ivorianen för att lägga sig ner väldigt enkelt i dueller och med tydliga reprisbilder som bevis förbättrades inte Drogbas rykte.
Säsongen 2006/2007 etablerade sig Drogba på allvar som Europas hetaste anfallare. Han blev skyttekung i ligan med 20 mål. I Champions League blev det också succé; 6 mål på 12 matcher och Chelsea slutade etta i sin grupp före starkt tippade fjolårsmästaren Barcelona. Drogba hade då redan gjort 5 mål i gruppspelet. Chelsea åkte sedan ut i semifinal. Drogba fortsatte att imponera i varje mästerskap han deltog i och den 19 maj i FA-cupfinalen mot Manchester United på det nybyggda Wembley Stadium avgjorde han sent i förlängning vilket gjorde honom till den förste målskytten någonsin på det nya Wembley. I Ligacupen blev det också seger, med 2-1 mot Arsenal och Drogba stod den gången för bägge målen. Säsongen 2006/2007 blev väldigt lyckad för Drogba som öste in mål. Framgångarna räckte dock inte till en ligaseger då ett starkt Manchester United vann för första gången sedan 2003.
Hösten 2007 lämnade den omtyckte José Mourinho jobbet som Chelsea-tränare, något som Drogba inte var helt nöjd med. Drogba var nära vän med Mourinho (liksom hela Chelseas trupp) och ett par dagar efter det dystra beskedet begärde Drogba att få lämna klubben. Läget var spänt men till slut valde Drogba att stanna i London. Nye tränaren Avram Grant ledde Chelsea till klubbens första Champions League-final någonsin, där Drogba blev huvudpersonen på vägen dit med att ha gjort sex mål i turneringen, varav de två sista ledde laget till final efter seger hemma mot Liverpool i semifinalen. Finalen som var mot Manchester United gick hela vägen till straffsparksläggning. Dessförinnan hade Drogba ett skott i stolpen i den andra halvleken. Flera spelare från båda lagen rök ihop med varandra i förlängningen, och mitt i röran kom Drogba fram och örfilade en motståndare på kinden och blev utvisad. Chelsea förlorade straffläggningen, dock hade man en gyllene chans att vinna om mittbacken John Terry satte sin straff. Terry halkade och fick senare se sitt lag förlora.
Inför säsongen 2008/2009 kallade Abramovich den f.d. världsmästaren Luiz Felipe Scolari som tränare. Inför säsongen hade man också gjort klart med den franske landslagsanfallaren Nicolas Anelka från ligakonkurrenten Bolton som började briljera och vann Premier Leagues skytteliga. Det var här som samarbetet mellan Anelka och Drogba började och man bildade en fruktad duo, båda tillhörde Premier Leagues vassaste målgörare även om Scolari ibland valde att spela med endast en av sina superforwards. Scolari sparkades mitt under säsongen efter dåliga resultat och ersattes temporärt av holländaren Guus Hiddink. Hiddink använde sig av både Drogba och Anelka på plan samtidigt som resultaten blev betydligt bättre. Chelsea slog ut Juventus och Liverpool i Champions League efter att Drogba gjort två mål på bägge lagen. Semifinalen mot Barcelona blev en stor besvikelse. Flera av Chelseas spelare blev irriterade på huvuddomaren eftersom de hävdade att de blev bestulna på flera straffar. Några spelare i Chelsea blev så vansinniga att de stängdes av. Drogba missade de fyra nästkommande matcherna i Champions League från och med nästa säsong. Säsongen blev ändå inte helt förstörd eftersom Hiddink trots allt ledde Chelsea till seger i FA-cupen och Drogba gjorde kvitteringsmålet i finalen mot Everton, en match som Chelsea låg under i, men till slut vände och vann med 2-1.
Säsongen 2009/2010 var Chelsea tillbaka som mästare i England efter att Manchester United vunnit ligaguldet tre säsonger i rad. Drogba fick sin andra guldsko i karriären när han vann Premier Leagues skytteliga på 29 mål, varav de tre sista målen kom i den sista och avgörande omgången mot Wigan hemma på Stamford Bridge, en match som Chelsea vann med 8-0. Han hjälpte även Chelsea till klubbens första dubbel någonsin genom att avgöra FA-cupfinalen mot Portsmouth med en suverän frispark. Denna gång var tränaren den f.d. Champions League-vinnaren med AC Milan Carlo Ancelotti som till skillnad från Scolari spelade med båda sina anfallare Drogba och Anelka samtidigt, och tillsammans gjorde de 40 mål i ligan. Chelsea som lag gjorde totalt 103 ligamål vilket också är rekord i Premier League. Drogba satte eget personligt rekord med att göra 37 mål på 44 matcher sammanlagt och slog sitt förra målrekord för tre år sedan på 33 mål, och han blev senare framröstad som Chelseas bästa spelare 2010.

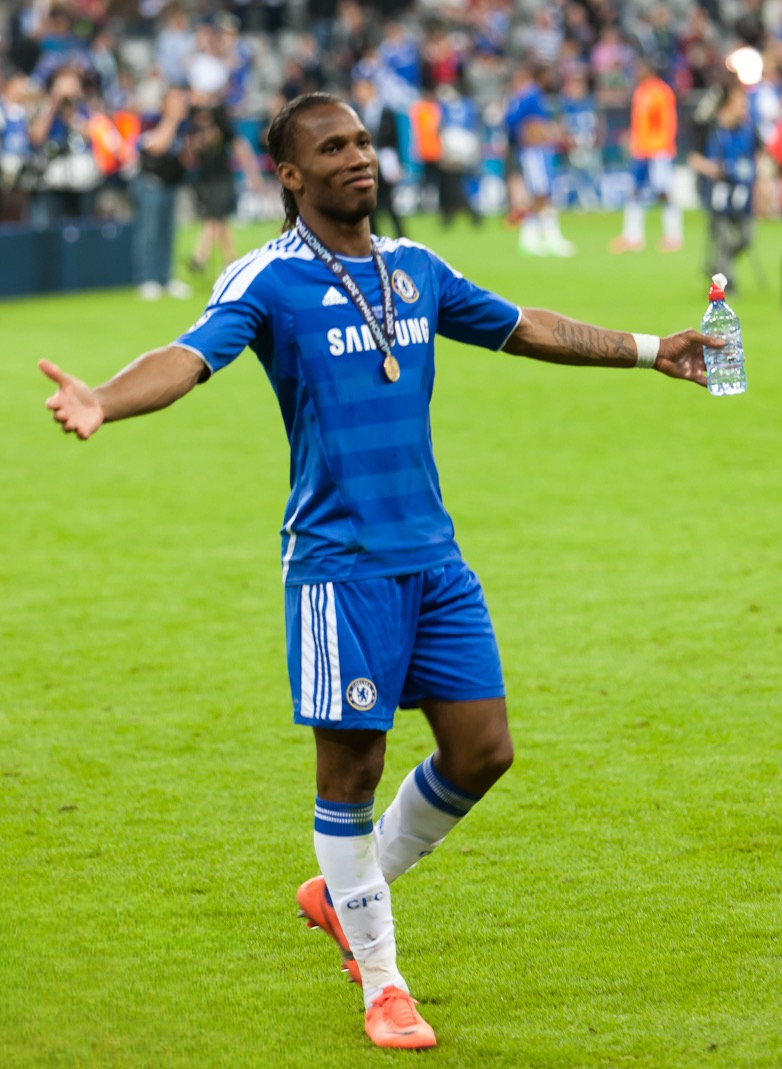
Drogba efter Champions League-finalen 2012

Säsongen 2010/2011 fortsatte Ancelotti att spela med sin fruktade anfallsduo. Denna säsong blev målproduktionen mindre för Drogba, däremot förbättrade ivorianen sin förmåga att assistera sina lagkamrater till målen. 17 stycken assist blev det i ligan och 11 mål. Chelsea gick titellösa den säsongen varpå Ancelotti sparkades.
Säsongen 2011/2012 skulle bli Drogbas sista i England och en säsong som fansen aldrig glömmer. Efter att ha varit borta i ungefär en månad i de Afrikanska mästerskapen levererade Drogba direkt med att sätta två mål och en assist i en 3-0-seger över Valencia i gruppspelet av Champions League. Ett par veckor senare slog han in en straff mot Aston Villa och tangerade Peter Osgood samt Roy Bentley i listan över antalet mål för Chelsea; 150 stycken. När Chelsea i mars vann mot Stoke City gjorde Drogba mål vilket betydde att han hade nått 100 mål i Premier League, och blev därmed den första afrikanen att göra det i den engelska högstaligan. Chelsea hade en final i FA-cupen på schemat mot Liverpool som slutade med att man vann och Drogba blev målskytt. Nu hade han gjort mål i samtliga finaler i FA-cupen men också blivit den ende som gjort mål på imponerande fyra FA-cupfinaler. I slutomgångarna i Champions League var Drogba avgörande i de flesta matcherna. Först i den andra åttondelsfinalen mot italienska Napoli svarade Drogba för ett mål och en assist i en 4-1-seger. I semifinalen mot Barcelona blev Drogba stor matchhjälte efter att ha gjort matchens enda mål på hemmaplan. Returmötet på Camp Nou slutade 2-2. I klubbens andra final i Champions League någonsin kvitterade Drogba till 1-1 mot Bayern München som dessutom spelade på sin hemmaplan Allianz Arena, i den 88:e minuten och matchen slutade oavgjort efter ordinarie tid. Även förlängningen gick mållös, och efter en dramatisk straffsparksläggning där tyskarna under en period hade klart övertag men missade sin femte straff var det dags för Drogba att avgöra. Snabbt och behärskat sköt han in den avgörande straffen som gav Chelsea sin första Champions League-buckla. Ivorianens imponerande cupfacit för Chelsea talade för sig själv; 9 mål på 9 finaler. Kort efter finalen gjorde Drogba en video där han tackade fansen för allt stöd han fått under sin tid i klubben och meddelade att han lämnade Chelsea. Med sina 157 mål på 341 matcher är Drogba Chelseas fjärde främsta målskytt genom tiderna.

### Shanghai Shenhua 2012
Den 20 juni 2012 blev det klart att Drogba skrev på ett två och ett halvt års kontrakt för den kinesiska klubben Shanghai Shenhua och han blev därmed lagkamrat med den tidigare Chelseaspelaren Nicolas Anelka. Drogba är nu den kinesiska ligans bäst betalda fotbollsspelare. Drogba berättar i en intervju om sin flytt att han kom till Kina för att hjälpa landet att väcka större intresse för fotbollssporten. Även spelare som Frederic Kanoute, Seydou Keita och Lucas Barrios flyttade från den europeiska toppfotbollen för att hjälpa fotbollen att växa i landet.

### Galatasaray 2013-

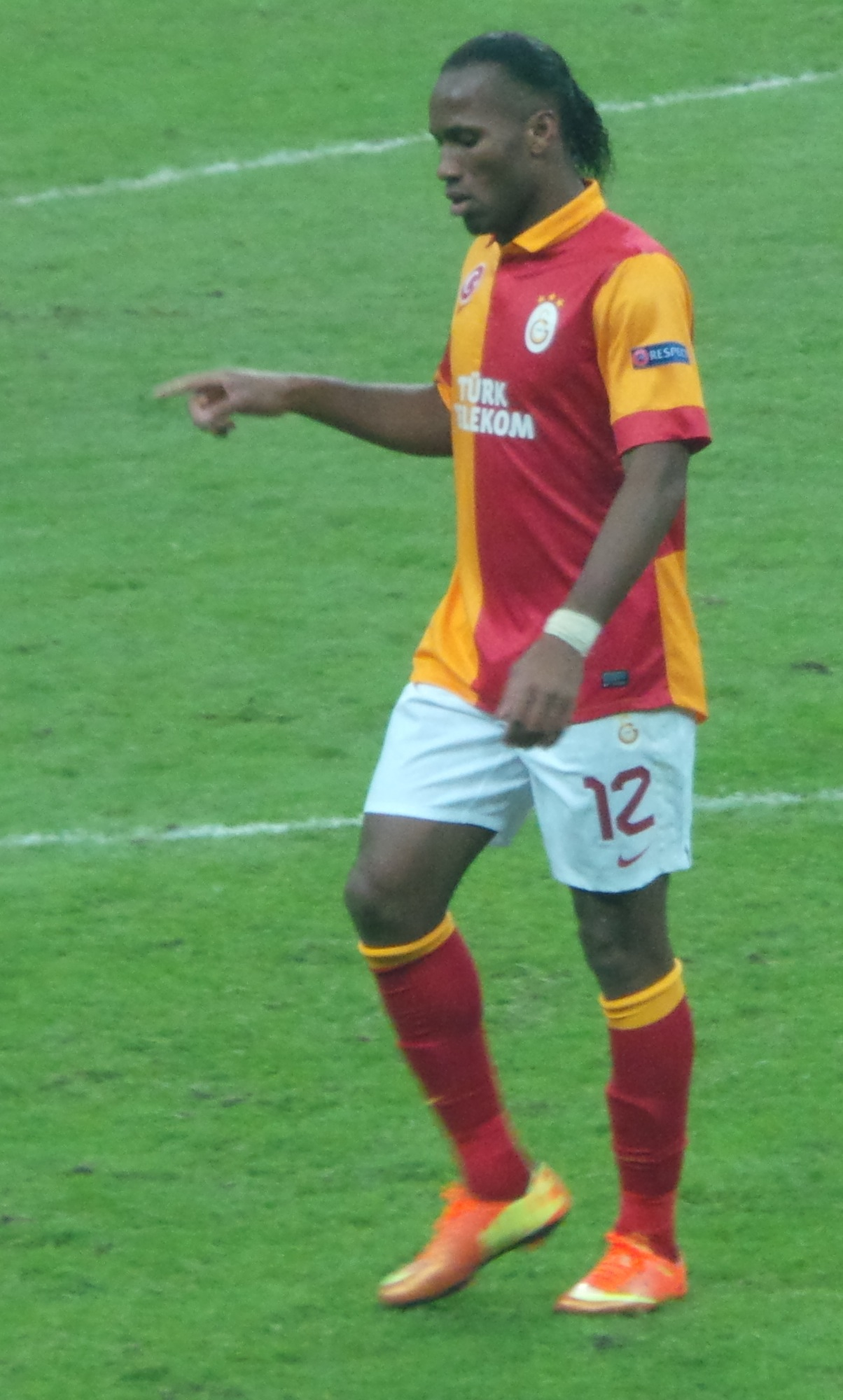
Drogba i Galatasaray

Efter ett bråk om pengar och ägarrättigheter skrev Drogba den 28 januari 2013 på ett kontrakt på ett och ett halvt år med den turkiska storklubben Galatasaray. Ägaren för den kinesiska klubben hade bråkat med övriga styrelsemedlemmar av ekonomiska skäl, varpå Drogba hävdade till FIFA att han inte fick sin lön, och ska då ha bett dem att upphäva kontraktet. FIFA godkände Drogbas begäran och den 15 februari 2013 debuterade ivorianen i en ligamatch mot Akhisar från bänken och 5 minuter efter att han kommit in gjorde han sitt första mål för turkarna, på nick. Inom loppet av sju minuter hann Drogba göra ett mål och en framspelning, i en match som slutade 2-1 till Galatasaray. Den 20 april gjorde sedan Drogba två mål mot Mersin Idmanyurdu i en ligamatch som slutade i vinst med 3-1. Tre dagar senare kunde Drogba även fira sitt första mål för Galatasaray i Champions League när han klackade in bollen mot Real Madrid i turneringens kvartsfinal.
Den 5 maj 2013 blev Galatasaray turkiska ligamästare efter 4-2-vinsten mot Sivasspor och det blev Drogbas första titel med huvudstadsklubben. Han vann sedan sin andra titel den 11 augusti samma år när Galatasaray mötte rivalen Fenerbahce i den turkiska supercupen. Galatasaray vann matchen och Drogba blev stor hjälte när han nickade in målet efter ett inlägg från vänster.

## Landslagskarriär
Drogba debuterade för Elfenbenskustens landslag som 24-åring den 8 september 2002 mot Sydafrika vilket var när han fick sitt stora genombrott för Ligue 1-klubben Guingamp. Han blev fyra år senare vald som lagkapten och ledde sitt land till de Afrikanska mästerskapen 2006 där man först i kvartsfinalen slog ut Kamerun efter straffar, 12-11 där Drogba slog in den avgörande straffen för avancemang vidare till semifinal mot Nigeria där Drogba gjorde matchens enda mål och Elfenbenskusten vann med 1-0. I finalen väntade Egypten och det blev en snöplig förlust. 0-0 efter ordinarie matchtid, och förlust på straffar 2-4, där egyptiernas målvakt Essam El-Hadary blev stor matchhjälte då han bland annat räddade Drogbas straff. Men året var inte slut för "Elefanterna" då man hade en VM-turnering VM 2006 som väntade. I kvalet till VM 2006 gjorde Drogba 9 mål på 8 matcher och såg till att Elfenbenskusten avancerade till sitt första världsmästerskap i fotboll någonsin. Man lottades in i Grupp D med Argentina, Holland och Serbien och Montenegro vilket också blev dödens grupp. Drogba blev historisk då han gjorde Elfenbenskustens första mål i ett VM, i öppningsmatchen mot Argentina i Hamburg. Dock förlorade Elfenbenskusten matchen med 1-2. Nästa match mot Holland slutade också med förlust. I sista matchen mot Serbien och Montenegro var Drogba avstängd och fick se sitt lag vända ett 0-2-underläge till vinst 3-2.
Inför de Afrikanska mästerskapen 2008 var Elfenbenskusten i samma grupp som Nigeria, Mali och Benin. Drogba började med att göra ett mål i en 4-1-seger mot Benin och öppnade målskyttet i 3-0-vinsten mot Mali. Elfenbenskusten slutade som klar gruppsegrare. I kvartsfinalen stod Guinea för motståndet men man blev krossade med hela 5-0 och Drogba var med i målprotokollet en gång. Semifinalen var tänkt som en revansch mot Egypten efter finalförlusten för två år sedan, men man blev totalt bortspelade och förlorade matchen med 1-4. Bronsmatchen mot Ghana blev inte heller något vidare för Drogba och co då det blev förlust 2-4.
Inför VM 2010 var Drogba en av de mest omtalade spelarna, först eftersom han i mars 2010 blev utnämnd till Afrikas bäste spelare 2009 och eftersom Elfenbenskusten sågs som en outsider till de traditionella storlagen. Samtidigt var han ett av de största affischnamnen eftersom det var första gången ett Fotbolls-VM skulle spelas i Afrika, då Sydafrika var arrangör.
Efter VM-genrepet mot Japan, 11 dagar före Elfenbenskustens premiärmatch i VM mot Portugal kom beskedet att Drogba blivit skadad. Nyheten slog ned som en bomb i fotbollsvärlden när lagkamraten Kolo Touré meddelade att Drogba berättat att han kommer missa VM. 
Drogba blixtopererades dock och fick delta i mästerskapet. Elfenbenskusten åkte ut i gruppspelet efter att endast tagit 4 poäng, en vinst mot Nordkorea samt ett oavgjort resultat i premiärmatchen mot Portugal.

## The Didier Drogba Foundation
År 2007, då han blev utsedd till goodwillambassadör, startade Drogba sitt eget institut. Syftet var att utveckla alla delar som bidrog till fattigdomen, så mycket av arbetet har gått till utbildning och hälsa. Motiveringen till det är att patienterna behöver behandlas i en hälsosam miljö precis som läkarna måste arbeta i goda förhållanden för att hjälpa sina patienter, speciellt i pediatrik och att dagens unga människor är framtiden för imorgon.
Drogba, som startade denna stiftelse är dess president. För att göra sitt bästa för organisationen har Drogba investerat sina egna pengar som kommer från försäljningarna av hans bok Didier Drogba: The autobiography och DVD-skivorna från dokumentären The incredible destiny of Didier Drogba. Den 21 november 2009 höll organisationen sitt välgörenhetsmöte i hotellet i Dorchester i London för att hylla satsningen på fonden.

## Meriter

### Marseille
- UEFA-Cupen: andraplats 2004

### Chelsea
- Premier League: 2004/2005, 2005/2006, 2009/2010, 2014/2015
- Uefa Champions League: 2011/2012
- FA-Cupen: 2006/2007, 2008/2009, 2009/2010, 2011/2012
- Engelska ligacupen: 2004/2005, 2006/2007, 2014/2015
- FA Community Shield: 2005, 2009

### Galatasaray
- Süper Lig 2013
- Süper Kupa (Turkiska supercupen) 2013

### Individuellt
- Årets spelare i Ligue 1 2004
- Onze d'Or 2004
- Årets fotbollsspelare i Afrika 2006, 2009
- Årets spelare i Elfenbenskusten 2007, 2012
- Årets spelare i Chelsea 2009/2010
- Golden foot 2013

- Årets lag i Ligue 1 2004
- FIFPro World XI 2007
- Årets lag Uefa 2007
- Årets lag i ESM 2007
- Årets lag i Premier League 2006/2007, 2009/2010

- Skyttekung i UEFA-cupen 2003/2004
- Skyttekung i Premier League 2006/2007, 2009/2010
- Skyttekung i Afrikanska mästerskapen 2012
- Seklets bästa internationella målskytt infört av IFFHS 2012